# Tritsuk Detsen
Tritsuk Detsen (em tibetano: ཁྲི་གཙུག་ལྡེ་བཙན,  Wylie:khri-gtsug-lde-btsan, também conhecido como Ralpacan, em tibetano: རལ་པ་ཅན, 802 - 836) foi imperador do Império Tibetano e reinou reinou aproximadamente entre 815 e 816.  Considerado muito importante para a história do budismo tibetano era um dos três reis do Dharma (além dele, Songtsen Gampo, Trisong Detsen) que trouxeram o budismo ao Tibete.  

## Antecedentes
Tritsuk era o segundo de cinco irmãos. O mais velho, o príncipe Tsangma (Wylie: lha-sras gtsang-ma), fez os votos budistas. O terceiro, Ü Dumtsen, que era anti-budista e governou após sua morte, é mencionado nas fontes como "incapaz de reinar". Os dois irmãos mais novos Lhajé e Lhündrup morreram jovens.  

## Reinado
O Império Tibetano atingiu sua maior extensão sob seu governo e incluiu partes da China, Índia, Nepal, o Reino de Khotan,Baltistão, Bruzha (Gilgit e Hunza), Zhangzhung, Hor-yul, Sog-yul, Yugur e Kamilog (aproximadamente equivalente à atual província chinesa de Sujuão), assim como quase toda a região das atuais, província de Gansu e província autônoma do Sinquião.  
Tritsuk contou com o auxilio do General Zhang 'Bro sTag para conseguir esses conquistas. Em 810, o imperador Xianzong escreveu pedindo que lhes fossem devolvidas três províncias conquistadas. Em resposta, Zhang 'Bro sTag liderou uma invasão aos territórios Tang. Em 816 suas tropas penetraram o Turquestão e dentro de dois dias estavam em Ordu-Baliq, a capital do Grão-Canato Uigur. Em 819, atacou a cidade chinesa de Yanzhou, no sul do Deserto de Ordos, perto da Grande Muralha da China. Durante as negociações para um tratado de paz em 821, liderou um violento ataque contra os chineses, o que pode ter contribuído para que os Tang assinassem o tratado que fez com que houvesse paz entre os dois países por duas décadas. 
Um relato bilíngue do tratado com a China, incluindo detalhes das fronteiras entre os dois países, está inscrito em um pilar de pedra, erguido em 823, do lado de fora do templo Jokhang em Lassa.  Havia também um pilar com o tratado inscrito na China e um terceiro aparentemente colocado na fronteira com Gugu Meru.  Nessa época o Tibete também assinou tratados com os uigures e também com o Reino de Nanchao em 822. 

## Morte e sucessão
Tritsuk Detsen foi, de acordo com a tradição tibetana mais comum, assassinado por dois ministros seguidores da seita Bön, que então colocaram seu irmão anti-budista, Ü Dumtsen, no trono.  Alguns relatos sugerem que sua morte foi um acidente devido a um escorregão nos degraus do templo de Maldro,  enquanto o Antigo Livro dos Tang afirma que ele adoeceu e foi incapaz de assumir o controle dos assuntos de estado e, posteriormente, morreu. 